# Gmünd in Kärnten
Pour les articles homonymes, voir Gmünd.
Gmünd in Kärnten est une ville autrichienne du district de Spittal an der Drau dans le Land de Carinthie. La ville est réputée pour son centre historique bien préservé.

## Géographie
La ville historique est située dans la vallée de la Lieser, affluent de la Drave, sur la pente est des Hohe Tauern. Elle se trouve près de l'autoroute des Tauern (A10), un des principales voies de communication à travers des Alpes orientales centrales, ainsi que de la route Bundesstraße B99 Katschberg Straße menant au col du Katschberg et au Land de Salzbourg.
|           | Rennweg am Katschberg       |                  |
| Malta     | Gmünd in Kärnten            | Krems in Kärnten |
| Trebesing | Seeboden am Millstätter See |                  |

## Histoire

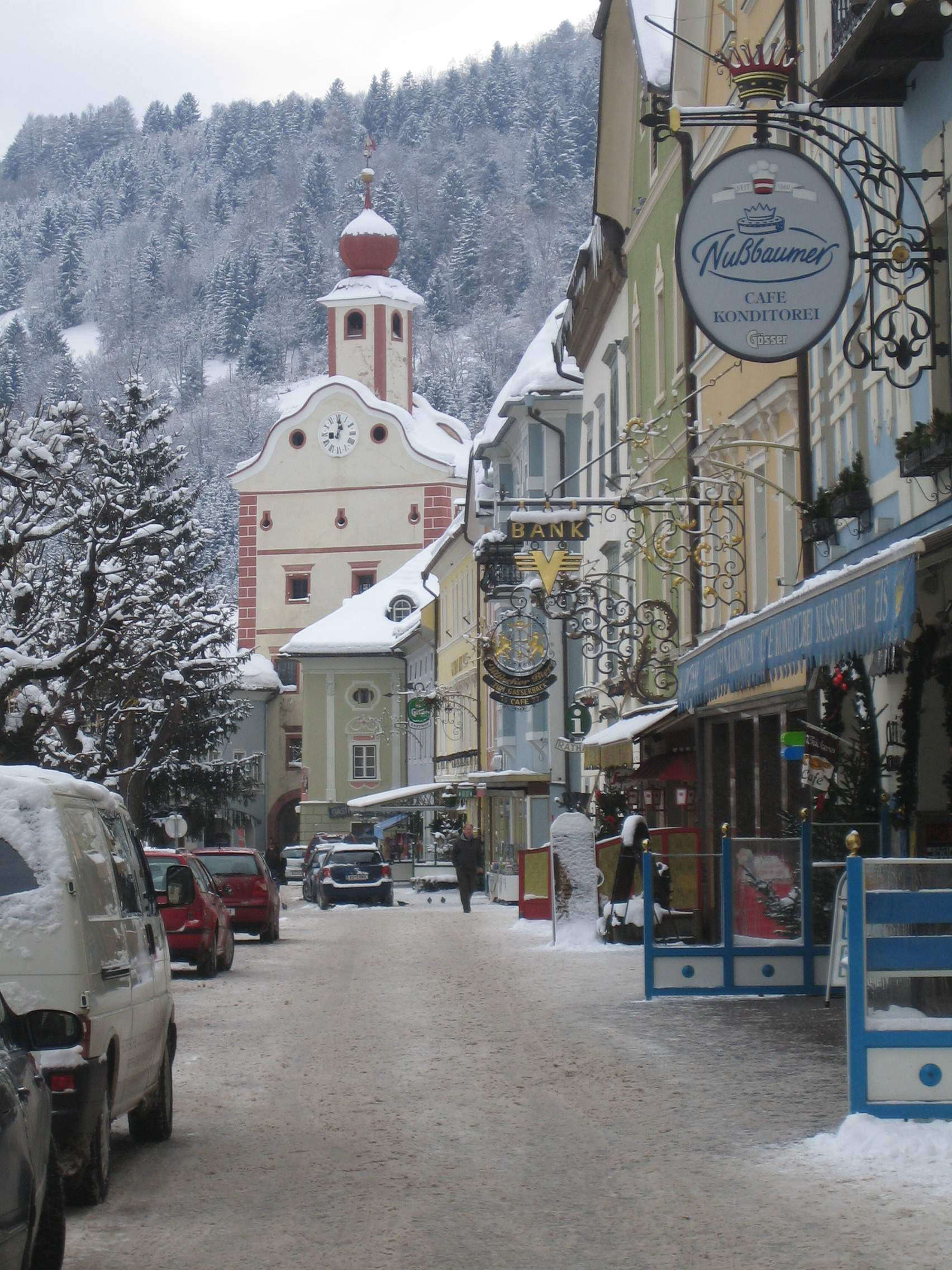
Place principale

Dès l'Antiquité, une voie romaine qui est couramment appelée via Iulia Augusta (en fait, cette appellation n'est pas attestée par des documents romains) partait d'Aquilée sur la côte Adriatique, passait les Alpes carniques au col du Monte Croce Carnico et parcourait la vallée de la Lieser en direction de Iuvavum (Salzbourg).
Le bourg médiéval a été fondé au XIIe siècle par les archevêques de Salzbourg comme base de défense au sud du col de Katschberg dans le duché de Carinthie. Le lieu de Gemunde est mentionné pour la première fois dans un document du 21 décembre 1252, après que l'archevêque élu Philippe de Sponheim a vaincu les forces des comtes de Goritz. Gmünd obtient le droit de marché vers 1273 et a reçu les droits de ville en 1346, la deuxième commune en Carinthie après Friesach. Dans les années 1480, le château au-dessus de la ville fut occupé par les troupes du roi hongrois Matthias Corvin et a servi de base à différentes offensives militaires dans la lutte contre l'empereur Frédéric III de Habsbourg.
À l'époque moderne, la seigneurie de Gmünd a été, pendant longtemps, la propriété de la famille Lodron, descendants de l'archevêque Paris von Lodron (1586-1653). La dynastie fit construire un palais urbain, achevé en 1654, lorsque le château fort médiéval fut abandonné et se délabra.

## Culture locale et patrimoine

### Vie culturelle
Le Musée Porsche Helmut Pfeifhofer privé rappelle que l'ingénieur Ferdinand Porsche, nommé Wehrwirtschaftsführer en 1939, se retira en été 1944 de Stuttgart dans une vieille scierie à Gmünd où son atelier et le siège de la firme demeurèrent jusqu'en 1950. On peut y voir notamment des prototypes de véhicules militaires et de la voiture Porsche 356 y conçue par Ferry Porsche, des bâtis en bois ayant servi de modèles aux premières carrosseries.

### Héraldique
|  | Le blason de la commune a été instauré le 21 mai 1968 et reprend le motif du plus ancien sceau de la ville connu, qui date de 1334. |

## Personnalités
- Arnold Jonke (né en 1962), rameur d'aviron ;
- Baldur Preiml (né en 1939), sauteur à ski ;
- Günther Stranner (né en 1967), sauteur à ski.